# Стокгольм (лен)
Лен Стокго́льм (швед. Stockholms län) — лен, расположенный на балтийском побережье Швеции. Граничит с ленами Уппсала и Сёдерманланд. В лене проживает пятая часть населения Швеции. Здесь расположена столица государства — Стокгольм. Лен Стокгольм состоит из двух исторических провинций: Уппланд и Сёдерманланд.

## Населенные пункты
Десять наибольших по количеству жителей населенных пунктов на 2010 г:
| #  | Населенный пункт | Население |
| -- | ---------------- | --------- |
| 1  | Стокгольм        | 1 372 565 |
| 2  | Сёдертелье       | 64 619    |
| 3  | Тебю             | 61 272    |
| 4  | Тумба            | 37 852    |
| 5  | Уппландс-Весбю   | 37 594    |
| 6  | Лидингё          | 31 561    |
| 7  | Валлентуна       | 29 519    |
| 8  | Окерсберга       | 28 033    |
| 9  | Мерста           | 24 068    |
| 10 | Буу              | 24 052    |

## Административное деление
Лен состоит из 26 коммун:
1. Ботчюрка (Botkyrka)
2. Дандерюд (Danderyd)
3. Экерё (Ekerö)
4. Ханинге (Haninge)
5. Худдинге (Huddinge)
6. Ерфелла (Järfälla)
7. Лидингё (Lidingö)
8. Накка (Nacka)
9. Норртелье (Norrtälje)
10. Нюкварн (Nykvarn)
11. Нюнесхамн (Nynäshamn)
12. Салем (Salem)
13. Сигтуна (Sigtuna)
14. Соллентуна (Sollentuna)
15. Сольна (Solna)
16. Стокгольм (Stockholm)
17. Сундбюберг (Sundbyberg)
18. Сёдертелье (Södertälje)
19. Тюресё (Tyresö)
20. Тебю (Täby)
21. Уппландс-Бру (Upplands-Bro)
22. Уппландс Весбю (Upplands Väsby)
23. Валлентуна (Vallentuna)
24. Ваксхольм[швед.] (Vaxholm)
25. Вермдё (Värmdö)
26. Ёстерокер (Österåker)